# Tokaj (hora)
Hora Tokaj (maď. Tokaji hegy, také Kopasz hegy) je osamělá hora sopečného původu v severovýchodním Maďarsku, která tvoří jižní konec Slanských vrchů (maď. Szalánci-hegység). Hora dosahuje výšky 512 metrů nad mořem. 
Na úpatí hory leží město Tokaj a Vinařská oblast Tokaj. Je to také místo, kde se řeka Bodrog vlévá do řeky Tisy. V tomto místě se sbíhají tři geografické oblasti Bodrogköz (ze severu), Nyírség (z východu) a údolí Tisy (z jihu).
Na vrcholu hory stojí od roku 1960 televizní vysílač.

## Galerie

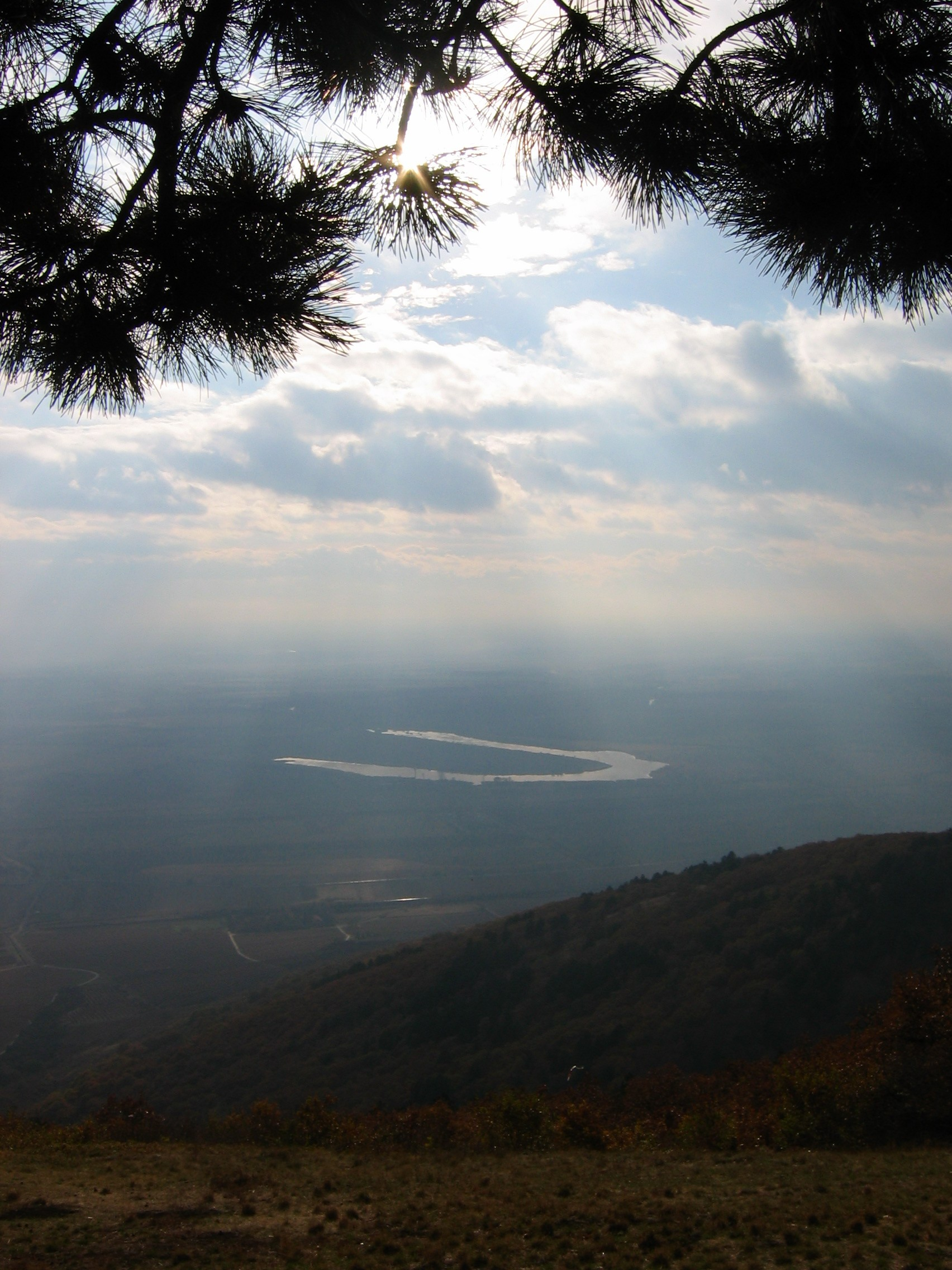
Pohled z hory směrem na východ
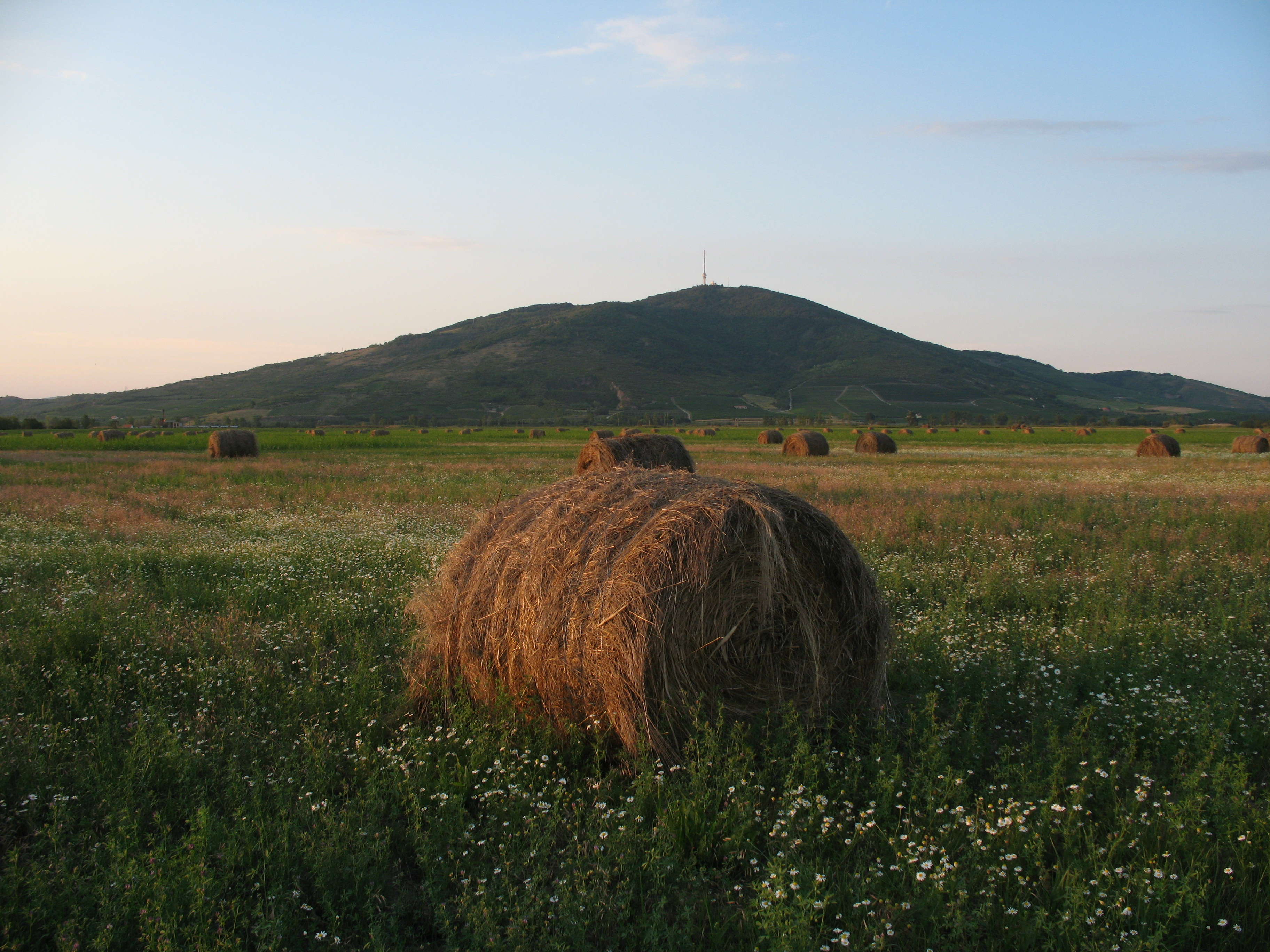
Hora Tokaj
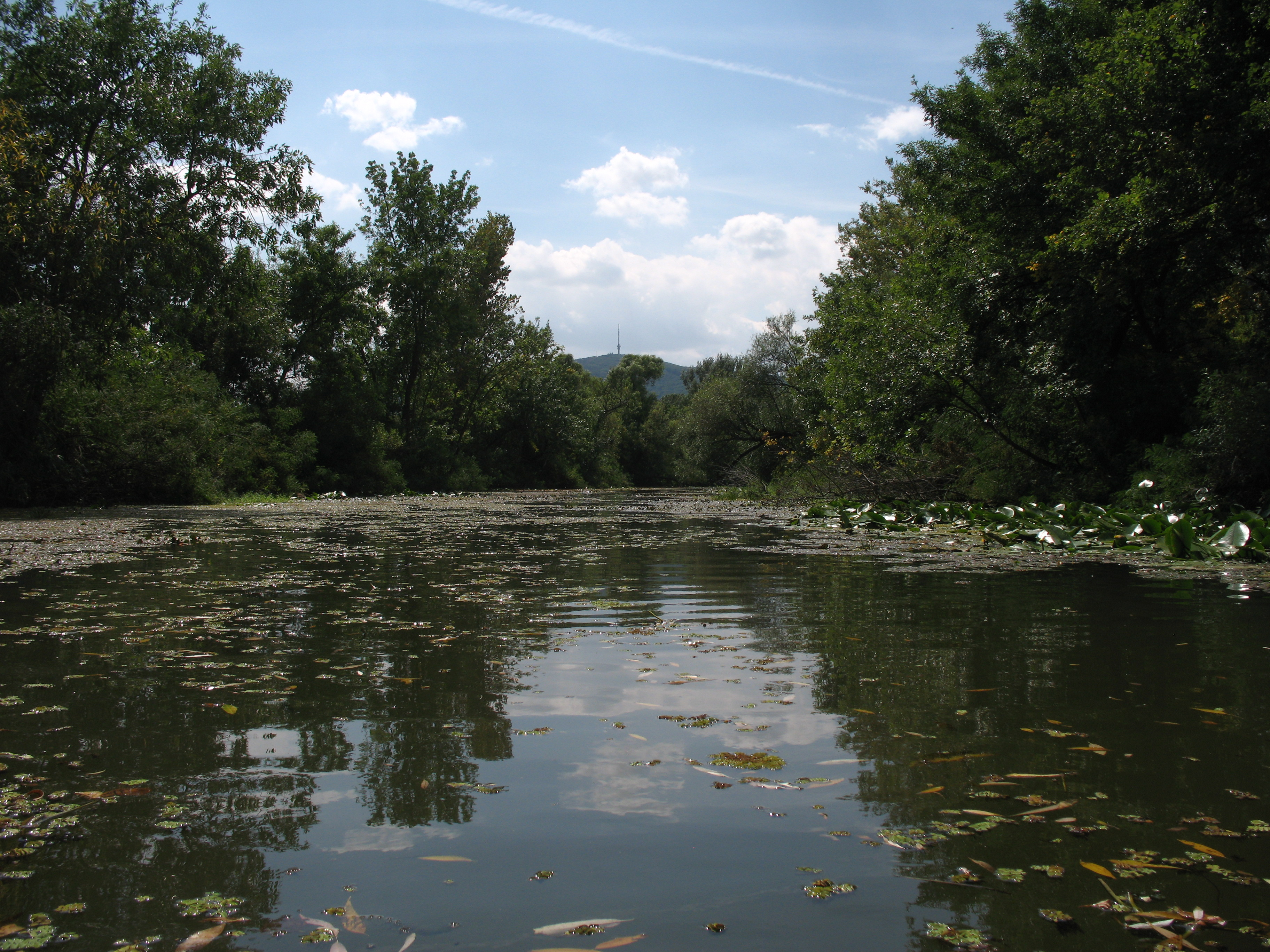
Hora Tokaj, pohled z nivy Bodrogu
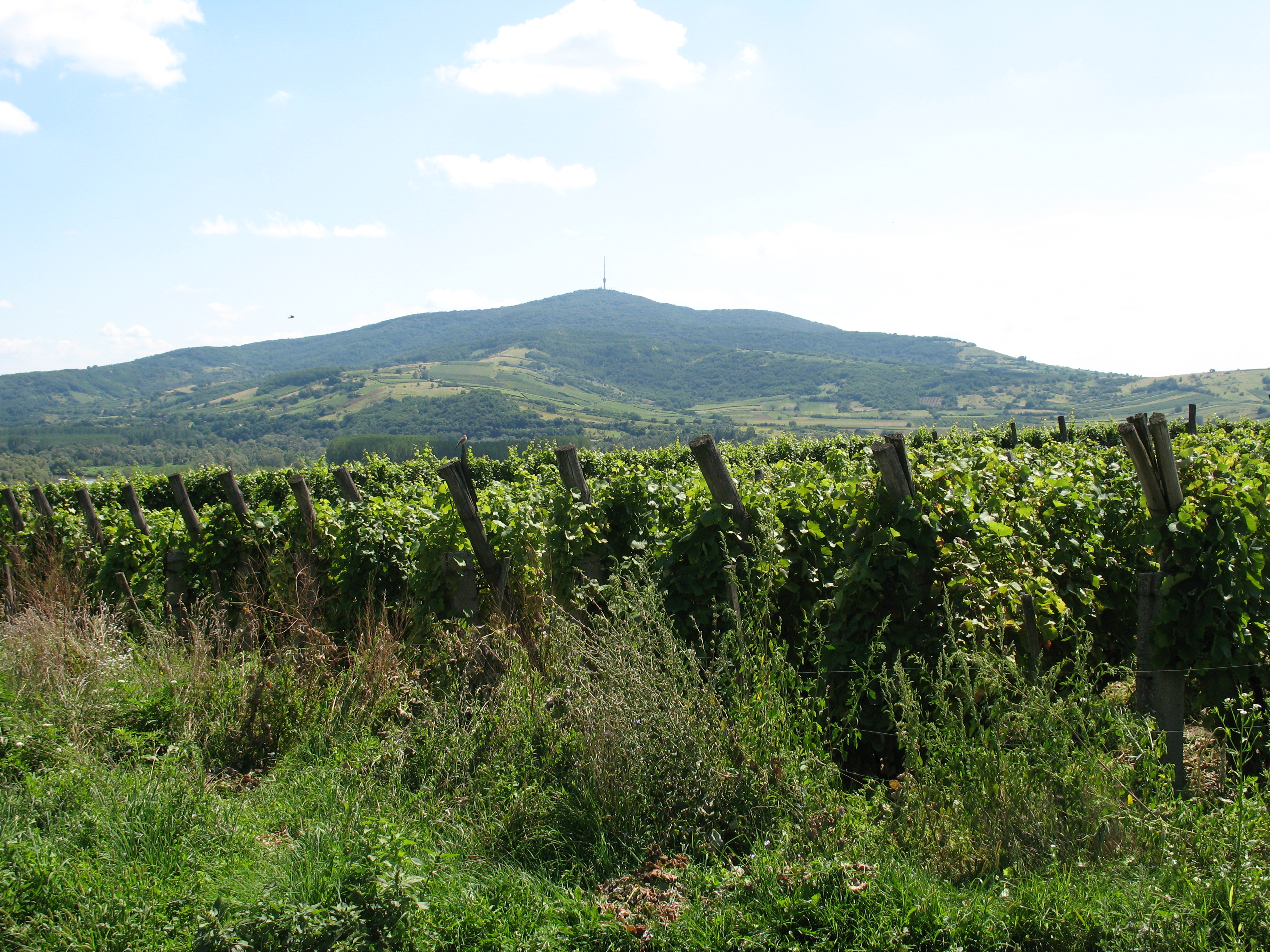
Góra Tokaj, pohled z Bodrogkeresztúru
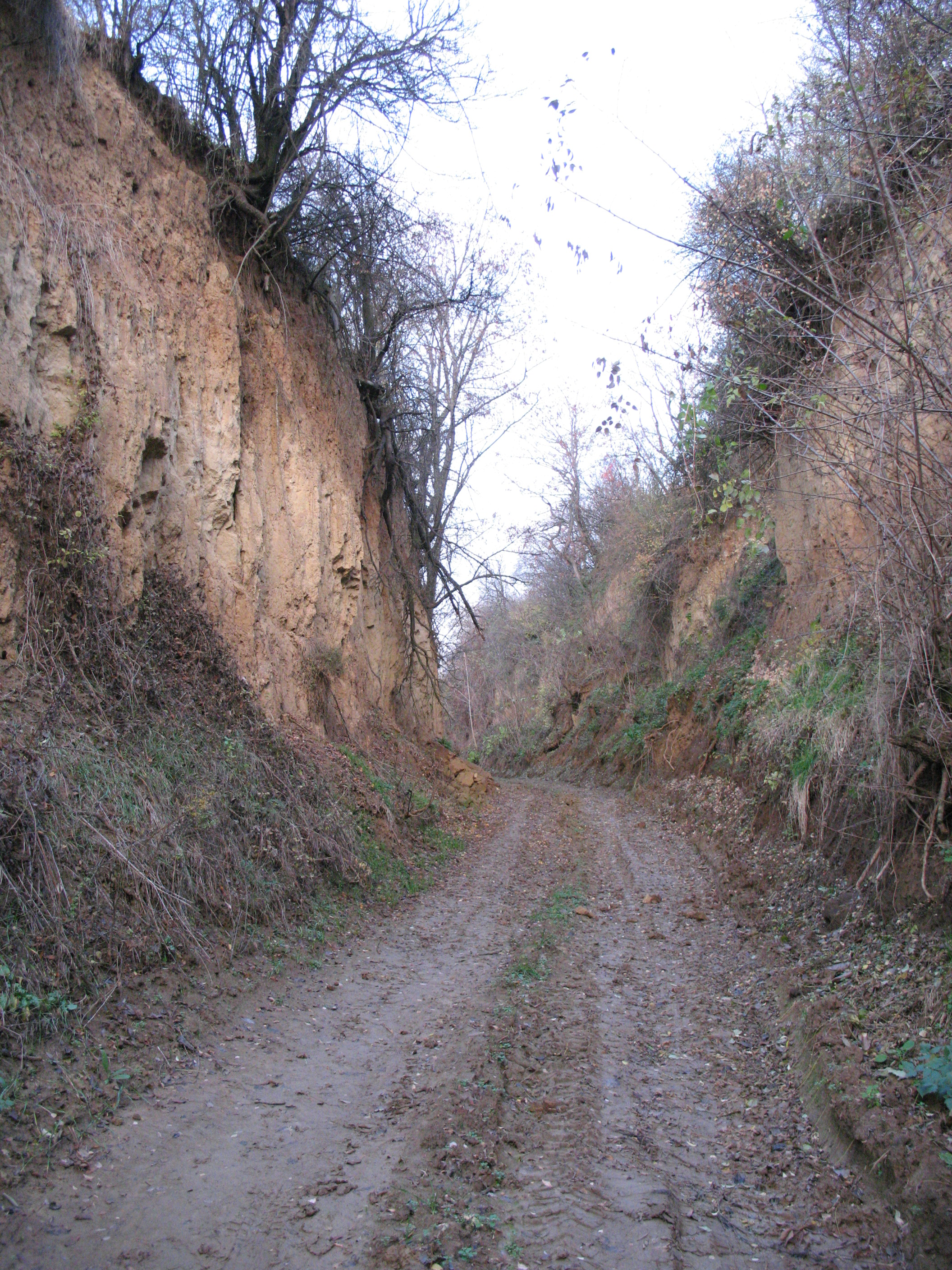
Sprašová rokle na úbočí hory